# Anthracocentrus rugiceps
Anthracocentrus rugiceps es una especie de escarabajo longicornio del género Anthracocentrus, tribu Acanthophorini, orden Coleoptera. Fue descrita científicamente por Gahan en 1894.
El período de vuelo ocurre durante los meses de marzo, abril, mayo, junio, julio y agosto.

## Descripción
Mide 45-87 milímetros de longitud.

## Distribución
Se distribuye por India, Irán y Pakistán.